# Trinh nữ thánh hiến

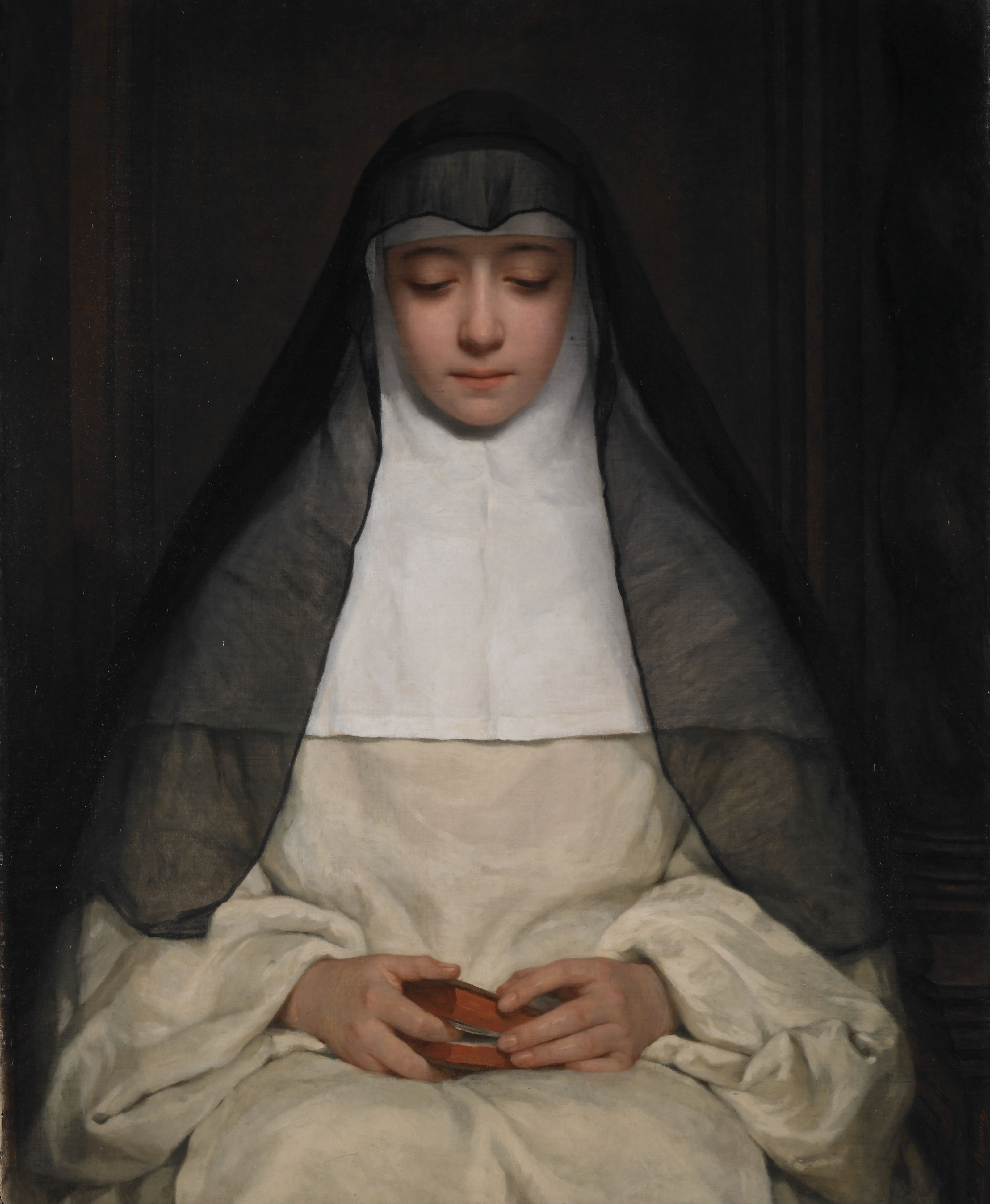
Họa phẩm về một trinh nữ tận hiến thông qua đời sống của một nữ tu

Trinh nữ thánh hiến (tiếng Anh: Consecrated virgin) là một phụ nữ đã được nhà thờ thánh hiến để sống trọn đời đồng trinh với tư cách là cô dâu của Chúa Kitô (Bride of Christ) trong Giáo hội Công giáo La Mã. Các trinh nữ thánh hiến được giám mục giáo phận thánh hiến theo nghi thức phụng vụ đã được phê chuẩn. Các trinh nữ thánh hiến dành thời gian của họ để làm việc đền tội và lòng thương xót, trong hoạt động tông đồ và cầu nguyện, tùy theo bậc sống và các ơn thiêng liêng của họ. Một trinh nữ được thánh hiến có thể sống với tư cách là một nữ tu trong một số dòng tu hoặc "ở thế gian" dưới quyền giám mục của mình để phục vụ nhà thờ.  Trước khi phụ nữ có thể gia nhập một hội dòng, nhiều người tự hiến mình như là trinh nữ thánh hiến, giữ gìn đức khiết tịnh để sống đời sống thánh hiến.
Một trinh nữ thánh hiến là một người phụ nữ không kết hôn, người dâng hiến sự trinh tiết của mình cho Thiên Chúa và được xem như một người được thánh hiến để thuộc về Chúa Kitô trong Giáo hội Công giáo. Theo Giáo luật, phụ nữ theo đuổi ơn gọi đặc biệt này phải được thánh hiến cho Thiên Chúa qua giám mục giáo phận, theo nghi lễ được Giáo hội chấp nhận. Khi thánh hiến, họ được hứa hôn cách mầu nhiệm với Chúa Kitô và tận hiến phục vụ Giáo Hội, trong khi vẫn giữ đời sống giữa công chúng. Những thiếu nữ tận hiến sống riêng biệt và nhận được sự chỉ đạo từ giám mục giáo phận. Sự thánh hiến và đời sống trinh tiết của họ là vĩnh cửu. Các ước tính về số lượng trinh nữ tận hiến dựa trên hồ sơ của giáo phận vào khoảng 5.000 trinh nữ thánh hiến sống trên thế giới tính đến năm 2018. Các nữ Thánh Agnes, Thánh Agatha, Thánh Cecilia và Thánh Lucy là những thánh đầu tiên được Giáo hội Công giáo công nhận là những thiếu nữ được tận hiến.

## Quy định

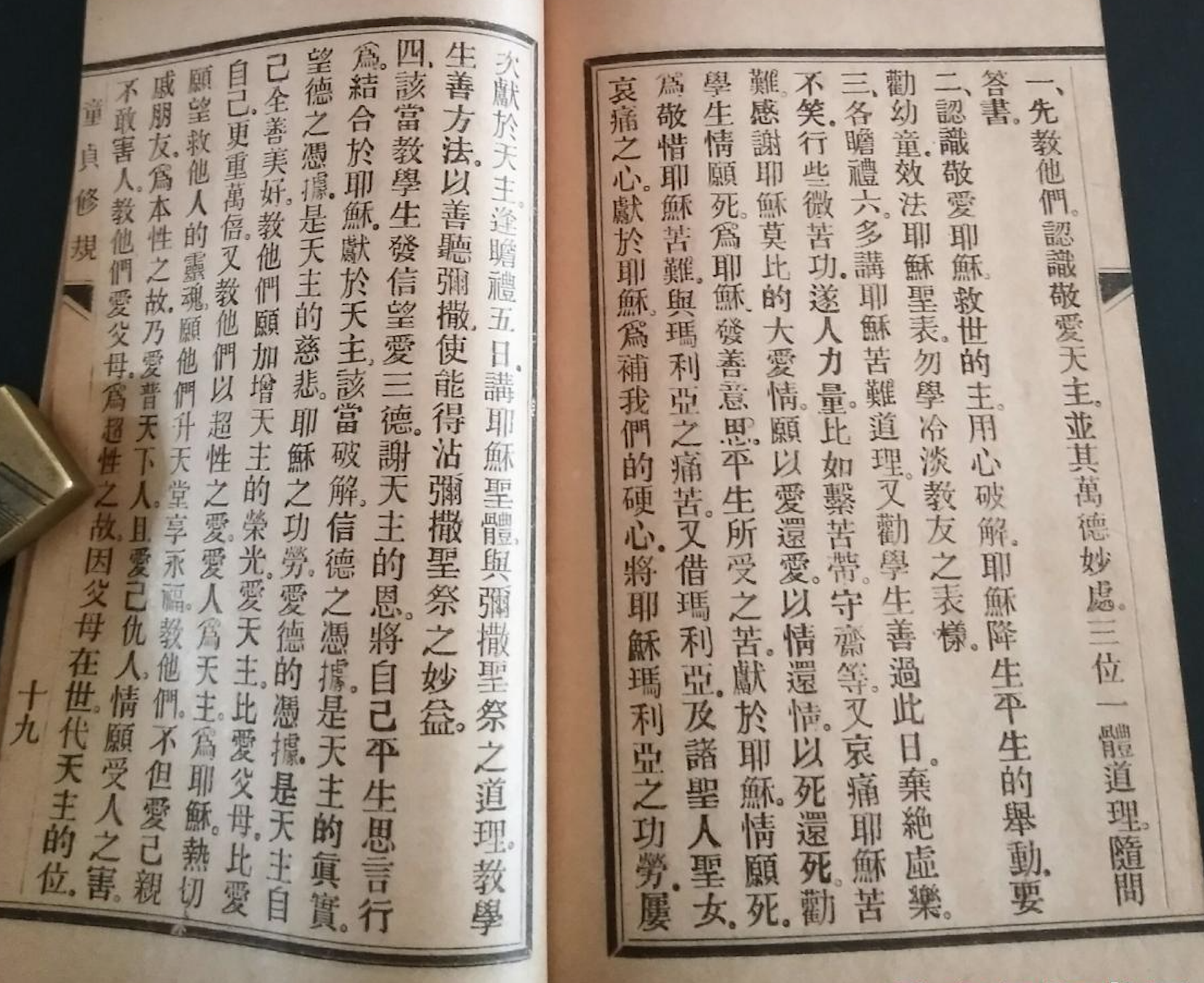
Quy định của Giáo hội về trinh nữ tận hiến xuất bản bằng tiếng Trung Quốc

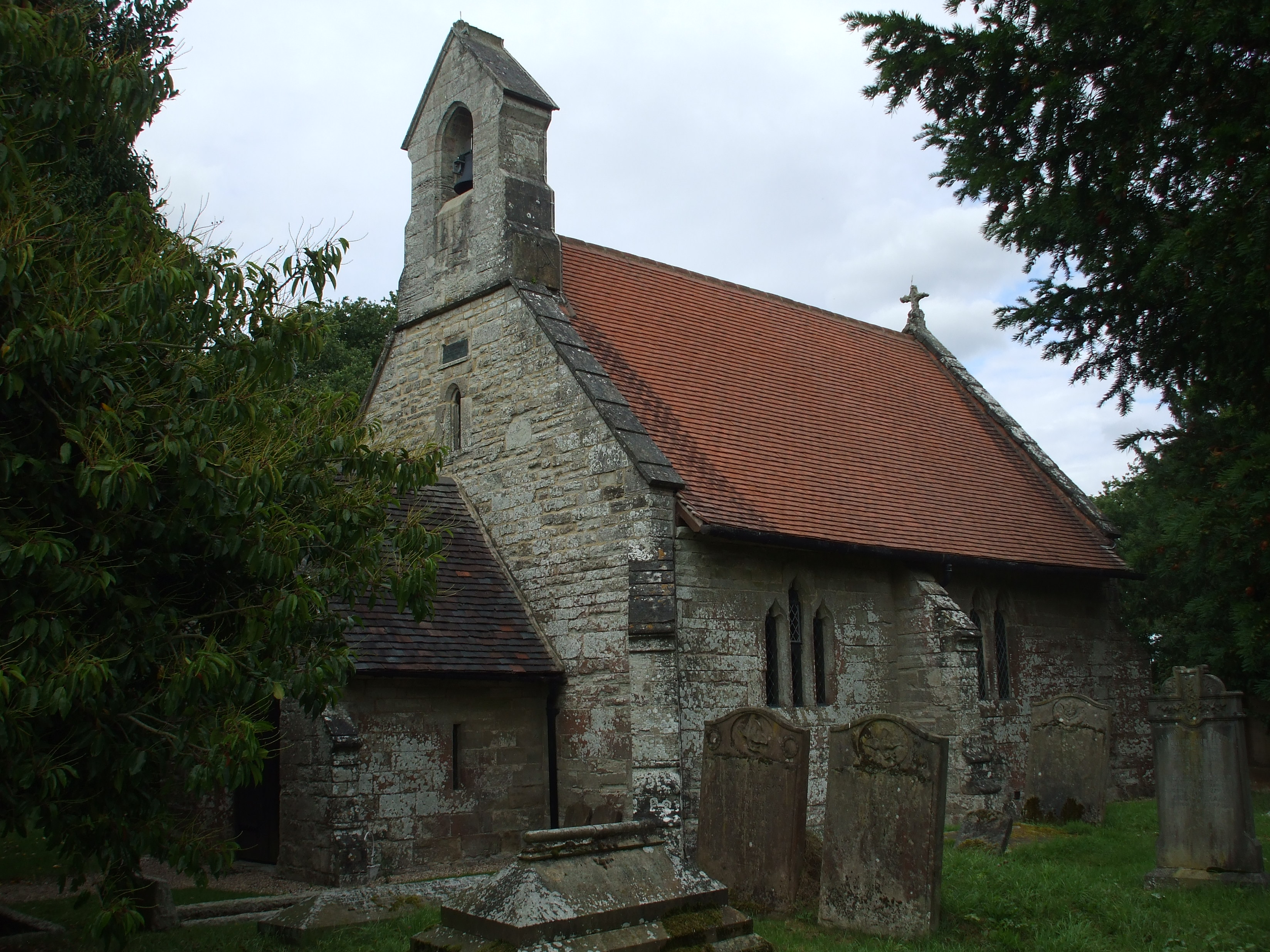
Một tu viện ở Warwickshire nơi các trinh nữ sống đời tận hiến

Nghi thức thánh hiến các trinh nữ cho phụ nữ sống trên thế giới đã được du nhập lại vào năm 1970, dưới thời Giáo hoàng Paul VI, sau Công đồng Vatican II. Nghi thức này dựa trên khuôn mẫu của việc thực hành Velatio virginum có từ thời các Tông đồ, đặc biệt là các thánh tử đạo đồng trinh thời sơ khai. Việc thánh hiến các trinh nữ cho các nữ tu đã tuyên khấn lần cuối đã tồn tại lâu hơn thời gian dưới nhiều hình thức khác nhau và không bị gián đoạn trong việc ban tặng. Bộ Giáo luật năm 1983 và Tông huấn Vita Consecrata năm 1996 của Giáo hoàng John Paul II nói về Dòng các Trinh nữ (Ordo Virginum) đang hồi sinh, các thành viên đại diện cho hình ảnh của nhà thờ với tư cách là Hiền thê của Chúa Kitô. Trước sự quan tâm ngày càng tăng đối với ơn gọi, và nhân dịp kỷ niệm 50 năm thành lập chính thức, Thánh bộ về Đời sống Thánh hiến và Tu đoàn Tông đồ đã ban hành hướng dẫn Ecclesia Sponsae imago vào tháng 7 năm 2018. Vatican cập nhật các quy luật về đoàn trinh nữ thánh hiến và đã ban hành một hướng dẫn mới về Trinh khiết Thánh hiến khi những trải nghiệm ơn gọi ngày càng gia tăng sự quan tâm.
Tài liệu có tựa đề Ecclesiae Sponsae Imago (Hình ảnh Giáo Hội, Hôn Thê của Đức Kitô), đến sau những yêu cầu của các giám mục trên khắp thế giới về sự rõ ràng vai trò của các trinh nữ thánh hiến, vì nhiều phụ nữ nhận thức được ơn gọi. Không giống như một nữ tu, người không sống trong một cộng đoàn và sống một cuộc sống thế tục, cung cấp cho mình nhu cầu riêng. Những người thành hiến tự dâng hiến mình cho việc cầu nguyện, sám hối, công việc từ bi và tông đồ, mỗi người theo đặc sủng của riêng họ, chào đón Tin Mừng như một nguyên tắc căn bản đối với đời sống của họ. Sức quyến rũ của sự trinh tiết được hài hòa với sự lôi cuốn thích hợp của mỗi người dâng hiến, tạo sự thăng tiến tính đa dạng cao quý hưởng ứng ơn gọi, trong tự do sáng tạo đòi hỏi ý thức trách nhiệm và thực hiện sự nhận thức tinh thần nghiêm túc. Những phụ nữ theo đuổi ơn gọi này được tôn phong bởi giám mục giáo phận của họ, và vẫn được kết nối với giáo phận địa phương của họ. Mối quan hệ này là "một mối quan hệ đặc biệt của tình yêu và liên đới". Những người phụ nữ nhận thức được ơn gọi có thể để hiến dâng trinh khiết phải trải qua một hoặc hai năm chuẩn bị trước khi bắt đầu sự hình thành của họ và Giám mục giám sát quá trình này.